# Пеленкино озеро

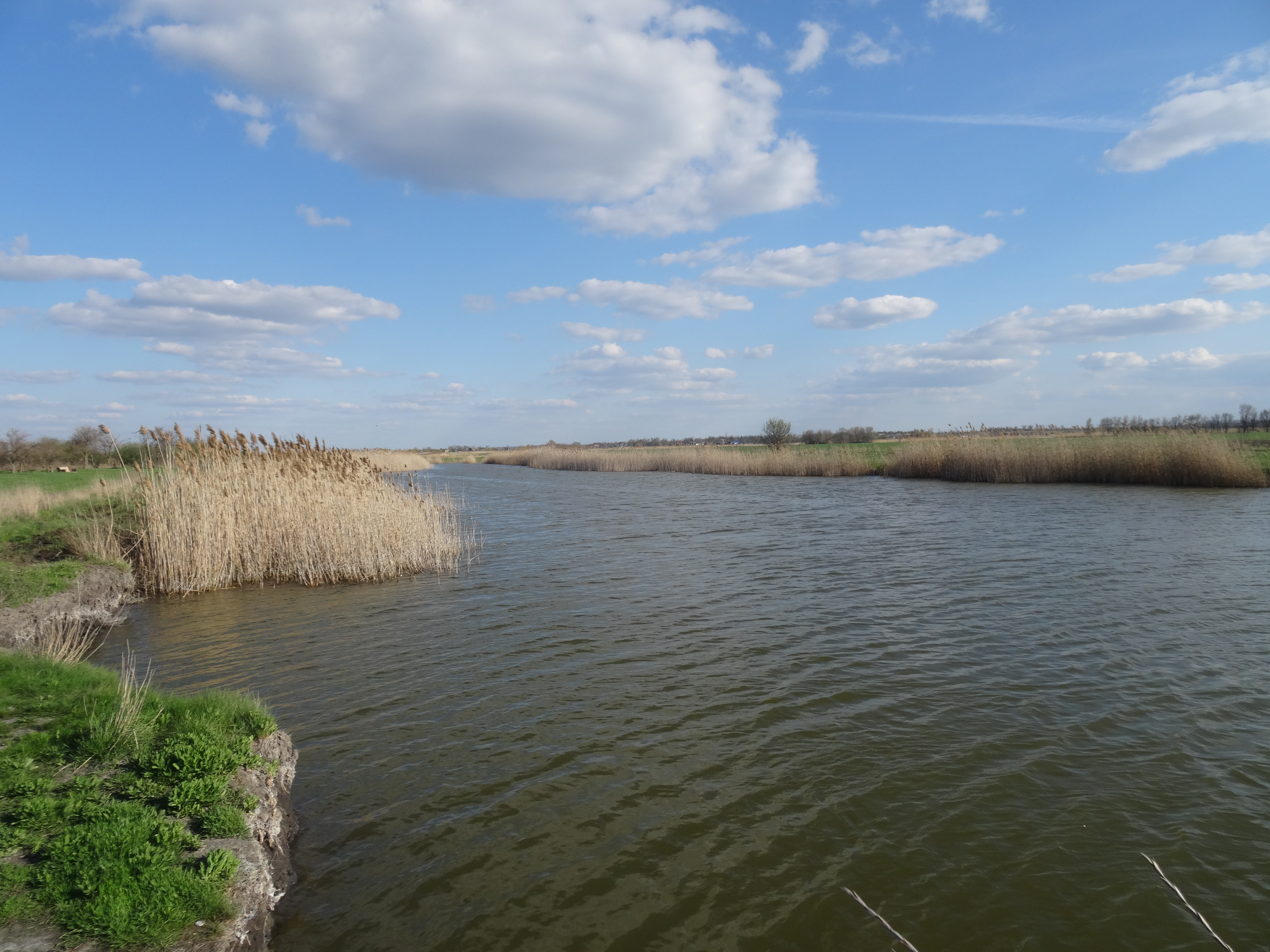
Пелёнкино озеро

Пеленкино озеро  (рос. Пелёнкино озеро)  (в інших джерелах Пиленкино, Солоне озеро) — водойма, розташована в 10 км на південь від міста Азова і в півкілометра від річки Кагальнику, представляє собою ерік даної річки. Найближчий до озера населений пункт — село Платоно-Петрівка.

## Історія
У 1780 році дворянину, провиантмейстеру (постачальнику) 12 класу Якову Петровичу Пеленкину були подаровані землі в тому районі Приазов'я, де в даний час знаходиться утворена їм село Петрівка. Саме в цьому місці в той час проходив тракт з міста Азова в бік Кубані, далі — Кавказ. Свій маєток Пеленкин відбудував на березі озера.
На 1816 рік у селищі налічувалося 82 двори і понад 500 душ селян жіночої та чоловічої статі. У побуті сільце найчастіше називали за прізвищем засновника — Пеленкино.
Одного разу селяни розповіли поміщику, що після купання в місцевому озері коні виліковуються від усіх недуг. Слава лікувального озера почала розростатися з початку XX століття. Багато років об'єкт діяв як самодіяльний курорт. У 1923 році, коли померли чотири людини після грязьових процедур, було прийнято рішення про проведення наукових досліджень.
У цьому ж році вченими було проведено дослідження складу пеленкинских грязей. Результати були вражаючими. Виявилося, що вони не поступаються кращим світовим зразкам. У 1925 році тут почав працювати курорт «Солоне озеро». У ньому було 20 ванн, власна електростанція, колодязний водопровід і два житлових корпуси для пацієнтів. Одночасно в санаторії могли лікуватися 120 осіб.
З протилежних берегів озера розташовувалися житлові корпуси курорту, між будівлями через озеро прокладений пішохідний місток, що з'єднував чоловічу і жіночу половину грязелікарні. Утрамбовані доріжки, дерева і чагарники проглядалися по всьому периметру лікарні. В одному з житлових будинків перебував адміністративний корпус: амбулаторія, червоний куточок, контора.
У краєзнавчому музеї Азова збереглися вирізки з газет початку ХХ століття та рекламні листівки. В одній з таких листівок випуску 1928 року це місце описано так: «Курорт доступний для всіх без винятку хворих. При грязелікуванні на озері даються докладні і детальні вказівки. Місцеві продукти дешеві. Прекрасний степове повітря».
У грязелікарні лікували хвороби суглобів, шкірні захворювання, рахіт і жіноче безпліддя.
Жителі довколишніх хуторів і сіл були тут частими відвідувачами. Курорт використовувався тільки в літній сезон.
Директор лікарні Н. Н. Волобуєв писав, що грязі озера можна вважати невичерпними, і добивався присвоєння статусу курорту федерального значення. Дослідження показали, що поділ, в якій розташоване Солоне озеро тягнеться з перервами на кілька десятків кілометрів, і в ній знаходяться три невеликих грязьових озера, довколишнє — в чотирьох кілометрах від Солоного озера, а два інших — на відстані чотирнадцяти кілометрів від водойми і на ставу на річці Чубурке (в Ленінському лісництві). Наполегливість директора в організації перекладу грязелікарні на більш високий рівень значущості спричинила за собою несприятливі наслідки. Комісія під керівництвом професора Эмдина, перебувала на даному об'єкті протягом п'ятнадцяти хвилин, не ознайомившись з результатами досліджень технічної лабораторії Донського університету, рішуче відкинула думку Н. Н. Волобуєва.
В 1932 році в результаті урагану річка Кагальнику затопила Солоне озеро та довколишню місцевість. Вода зруйнувала всі будівлі курорту. Перший в районі санаторійзакрився назавжди.
Про грязелікарні згадали через десятиліття. Під час Великої Вітчизняної війни в Азові розташовувалися два військових госпіталю: евакогоспіталь № 3207, який переїхав в період оборонних боїв весною 1942 року Білої Глини, і польовий пересувний госпіталь № 4359. Спогади медсестри евакогоспіталю № 3207 Віри Савеліївни Чорних (Волохова), добровільно пішла на фронт з інститутських стін, свідчать про те, що поранених возили на озеро з метою одужання.

## Опис

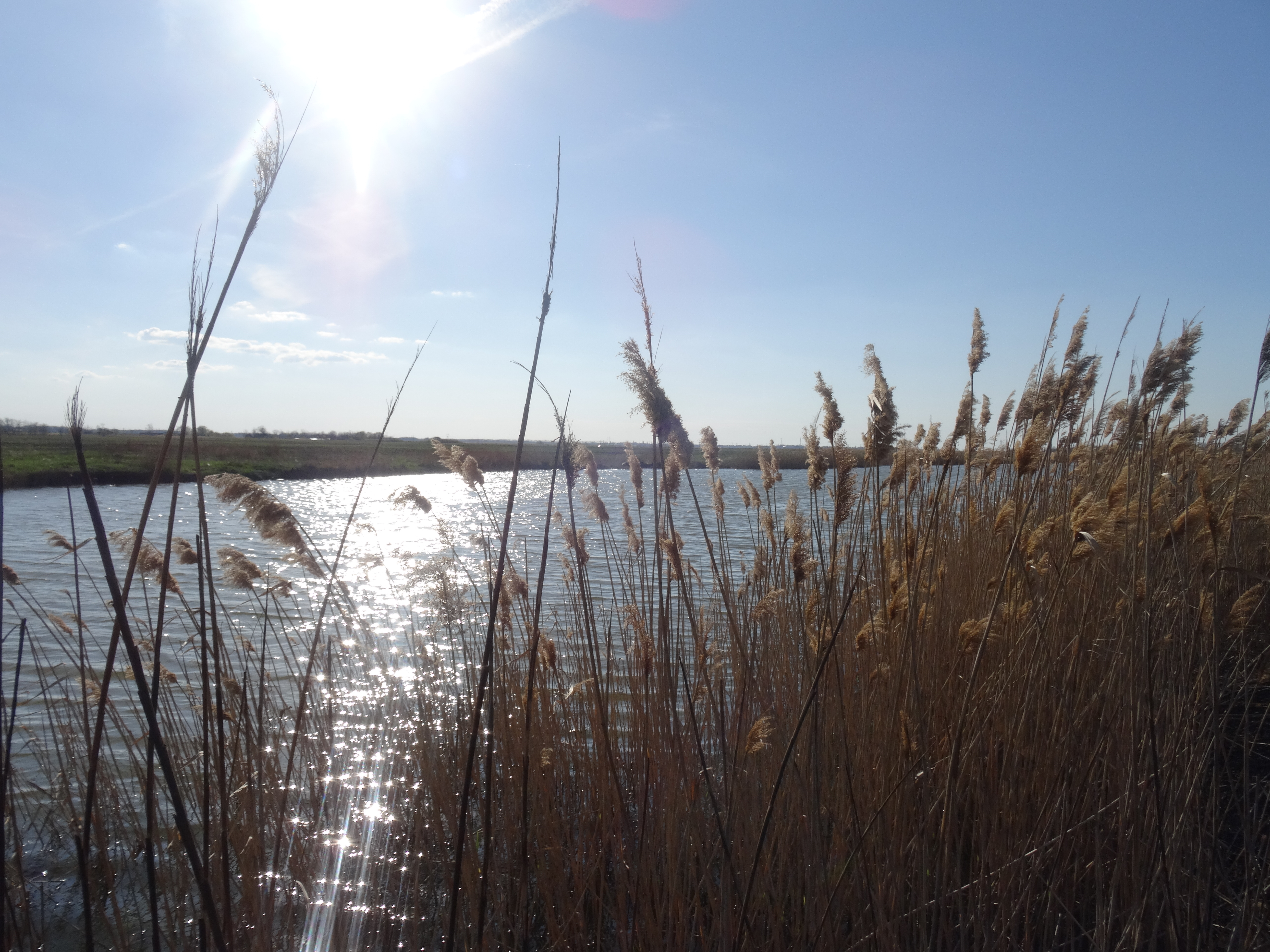

Невелике озеро розмістилося в долині річки Кагальнику. Корінні вапняні неогенові утворення, характерні для північної сторони долини річки Дон, в районі р. Азова і низин річки Кагальнику не спостерігаються. Розмита раніше стародавня виїмка, де річка проклала русло, була заповнена палюдиновыми утвореннями і лесовидним суглинком. Це поглиблений ерік.
У сорокові роки минулого століття береги озера були відносно крутими, їх висота над водою становила приблизно 1 м. Глибина озера була не більше 1 м. Дно озера устелено м'яким маслянистим мулом чорного відтінку з виразним запахом сірководню. Потужність цього шару приблизно 40-50 см, а нижче нього знаходиться шар сірого мулу товщиною 1,5-2,0 м. Навесні озеро підживлюється високими водами річки.
В грязі озера сконцентровано меншу кількість солей, порівняно з брудом Грузького озера, тим не менш грязь озера Пеленкино щодо вважається придатною для медичних цілей.
У той же час багато професійні лікарі скептично ставляться до лікувальних властивостей вод озера.
У довоєнні роки поряд з озером працював санаторій з власної їдальні. В даний час туристична інфраструктура на озері відсутня, тим не менш його відвідують туристи, в тому числі з Москви, Санкт-Петербурґа Прибалтики.
Озеро Пеленкино — мілководний водойму. У літній період вода швидко прогрівається. Густа поросль очеретів покриває берега, створюючи взимку особливо контрастний пейзаж із засніженою гладдю озера. В озері водиться риба, в очеретах живуть нырковые качки (червоноголові, поганки), різновиди куликов (кулик звичайний, кулик-сорока та інші), коровайки, занесені в Червоної книги.

## Хімічні дослідження
- 1923 рік — співробітниками Донського державного університету проведено дослідження води і бруду.

Червень 1923 рік — проведено відбір проб зразків води. Отримані результати аналізу сухого залишку становили — 18,0120 г/ л.
Серпень 1923 рік — проведено відбір проб зразків води. Отримані результати аналізу сухого залишку становили — 40,6260 г/ л. За даними результатами вміст солей збільшилася.
- 1927 рік — запрошення Гідрохімічного інституту (ДХІ) для дослідження складу води і бруду.

18 червня 1927 рік — П. А. Кашинским і Н. В. Веселовським проведено відбір проб зразків води. Н. В. Веселовським визначено склад водної витяжки. Аналізи йоду і брому виконані Е. І. Воструховой.
19 червня 1927 рік — проведено відбір проб зразків бруду. Проби верхнього шару бруду бралися з середини північно-західній частині озера з глибини до 30 сантиметрів. Паркан нижнього шару бруду був виконаний з глибини 80 сантиметрів. Всі зразки, відібрані з різних місць водойми, ретельно перемішувалися згідно залягають шарів.
8 вересня 1927 рік — П. А. Кашинским і Н. В. Веселовським повторно проведено відбір проб зразків води. Вміст солей в озері збільшилася в невеликій мірі: сухий залишок — 15,032 г/л.
Встановлено склад і колір залягаючих пластів бруду приблизно на глибину 5 метрів:
- 30-сантиметровий шар — світла бруд, що залягає зверху, пахне сірководнем;
- приблизно на 50 сантиметрів — щільний шар темної бруду, пахне сірководнем;.
- приблизно до 4 метрів — іл, але чорна забарвлення (сірчисте залізо) і запах сірководню відсутні.

Вчені припустили, що по мірі вибирання 30-сантиметрового верхнього шару нижній буде збагачуватися моносульфидом заліза [Архівовано 11 вересня 2017 у Wayback Machine.] і перетворюватися в бруд, аналогічну тій, яка розташована вище попереднього шару.
У тридцяті роки минулого століття запропонований варіант збагачення грязі озера для прийняття ванн шляхом додавання кухонної солі. Температура прогрівання бруду на сонці наведена в таблиці 1.
Таблиця 1 Температура прогрівання бруду на сонці
| Природний нагрівання грязі | Природний нагрівання грязі |
| -------------------------- | -------------------------- |
| натуральна бруд            | штучна бруд                |
| 31° R                      | 45° R                      |

Штучно засолена бруд нагрілася на сонці на 14°R ( градус Реомюра) вище, ніж натуральна.
Хіміки-дослідники в лабораторних журналах ретельно фіксували концентрації і вмісту визначуваних компонентів, в обов'язковому порядку вказували інформацію, ким і коли саме отримані результати досліджень. Ця унікальна інформація збережена співробітниками ДХІ, де описані не тільки отримані результати, а також методи досліджень. Застосовувані методи хімічного аналізу та принципи методики: визначення хлорид-іонів (титрування 1/10 н. розчином ляпісу), сульфат-іонів (осадження і зважування BaSO4), гідрокарбонати (пряме титрування з метиловим оранжевим), кальцій (осадження у вигляді CaC2O4 і зважування CaO), магній (осадження MgNH4PO4 і зважування у вигляді Mg2P2O7), натрій (обчислення по сумі), калій (осадження у вигляді K2PtCl4 і зважування).
- 1928 рік — інститутом ДХІ отримано асигнування на вивчення властивостей лікувальної грязі. Опубліковані результати і зіставлені з аналізами, отриманими в 1923 році співробітниками Донського державного університету. Спостерігалися розбіжності в отриманих результатах і поясненням цього були різні методи аналізу і підходи[14].

- 2002, 2006 роки — співробітниками інституту ДХІ визначався вміст метану в мулах озера по горизонтах. Особливо висока сконцентрованість метану в горизонті 10-15 см, і тут же з'являвся запах сірководню. Високий вміст вуглеводню і сульфідів, тобто їх одночасне знаходження, доводить наявність у них значної кількості лабільного органічної речовини[15].

- 2011 рік — фізико-хімічні дослідження проводилися учнями і вчителем Новак Е. В. МБОУ Самарської ЗОШ № 2 Азовського району Ростовської області спільно з хіміками Південного федерального університету. Дослідження представлялися на 37 науково-практичної конференції Донський академії юних дослідників їм. Ю. А. Жданова, на весняній сесії у 2012у, на секції «Екологія та екологічний моніторинг навколишнього середовища» та удостоєні грамоти за цікаву дослідницьку роботу «Хімічні властивості води» про цілющі властивості води озера Пеленкино в Азовському районі. Юними хіміками визначалися органолептичні показники води, а також комплексонометричне визначення загальної жорсткості з хромогеном чорним, комплексонометричне визначення кальцію ГОСТ 23268.5-78, ваговий метод вимірювання маси й змісту розчинних у воді речовин (сухий залишок), визначення вмісту сульфат-іонів з використанням титриметрії з хлористим барієм ГОСТ Р 52964-2008, визначення вмісту хлорид-іонів титруванням азотнокислим сріблом ГОСТ 4245-72.

Дослідження показали, що вода озера належать до мінеральної, за іонним складом є сульфатно-хлоридній (сульфат-іон дорівнює 4899,06 мг/літр; хлорид-іон дорівнює 3339,9 мг/літр), по загальній мінералізації — високомінералізована, по кислотності-лужності — слаболужною (рн (20 градусів за Цельсієм) = 8,09 визначався за допомогою PH-метра).
- 2013 рік — в лабораторії методів і технічних засобів співробітниками Гідрохімічного інституту досліджувалася бруд з озера. Є і подібності, і відмінності в аналізах, природно, пов'язані з тимчасовим проміжком у 85 років, відмінності в методах визначення. Визначався вміст калію, натрію, нітратів — Н. С. Тамбиевой, сульфатів — О. А. Михайленко, кальцію, магнію, хлоридів, гідрокарбонатів, сухого залишку — Ю. А. Андрєєвим, вміст металів атомно-абсорбційним методом Т. В. Князєвої і В. О. Евтуховой, виконано визначення ряду показників.

НДІ Біології — проведено вивчення валового вмісту металів за мінералогічним показниками рентгено-флуоресцентним методом.
Липень 2013 рік — співробітниками лабораторії вимірювався окислювально-відновний потенціал, визначався сульфід заліза за методикою П'ятигорського НДІ Курортології (Ю. А. Андрєєв), визначалася масова частка сульфідної сірки, яка склала 188 мкг/г сирої маси (Н. С. Тамбієва). Окисно-відновний потенціал — показник, що свідчить про відновної обстановці, а запах сірководеньа — про наявність сульфідів.
У таблиці 2 наведено порівняльний аналіз отриманих результатів вимірювань у динаміці за роками.
Таблиця 2 Вміст характерних показників для лікувальних грязей
| ВИЗНАЧАЄТЬСЯ ПОКАЗНИК, (г/100 г с. о. бруду) | "1927 рік" | "1928 рік"   | "2013 рік" |
| -------------------------------------------- | ---------- | ------------ | ---------- |
| Na                                           | 0,6826     | 0,5758       | 0,7406     |
| До                                           | 0,0556     | не визначали | 0,0073     |
| Ca                                           | 0,2873     | 0,2939       | 0,2567     |
| Мд                                           | 0,1532     | 0,1507       | 0,1732     |
| сульфат-іон                                  | 1,7232     | 1,676        | 1,7895     |
| Хлорид-іон                                   | 0,4370     | 0,4250       | 0,6215     |

Також визначалися гідрокарбонати, нітрати в 1927 і 1928 році не визначалися, в 2013 році склали 0,0126 р.
Сума іонів: 1927 рік — 3,4213 м, 1928 рік — 3,3097 р, 2013 рік — 3,7794 р.
Сухий залишок: 1927 рік — 3,522 м, 1928 рік — 3,410 р, 2013 рік — 4,177 р.
Прожарений залишок: 1927 рік — 3,075 м, 1928 рік — 2,812 р, 2013 рік — 3,160 р.
Втрати: 1927 рік — 0,447 м, 1928 рік — 0,598 р, 2013 рік — 1,017 р.
Дані дослідження показують, що вода і бруд з часом не втратив своїх цілющих властивостей.
Перший дослідник цього водного об'єкта П. А. Кашинський з співробітниками на початку ХХ століття вивчав хімічний склад грязі озера Пеленкино «класичними методами». Співробітники лабораторії методів і технічних засобів аналізу вод ФГБУ «ДХІ» (завлабораторією Андрєєв Ю. А.) вивчають хімічний склад водойми на початку ХХІ століття шляхом розробки нових та удосконалення існуючих методик аналізу води та донних відкладень.

## Екологічні проблеми озера

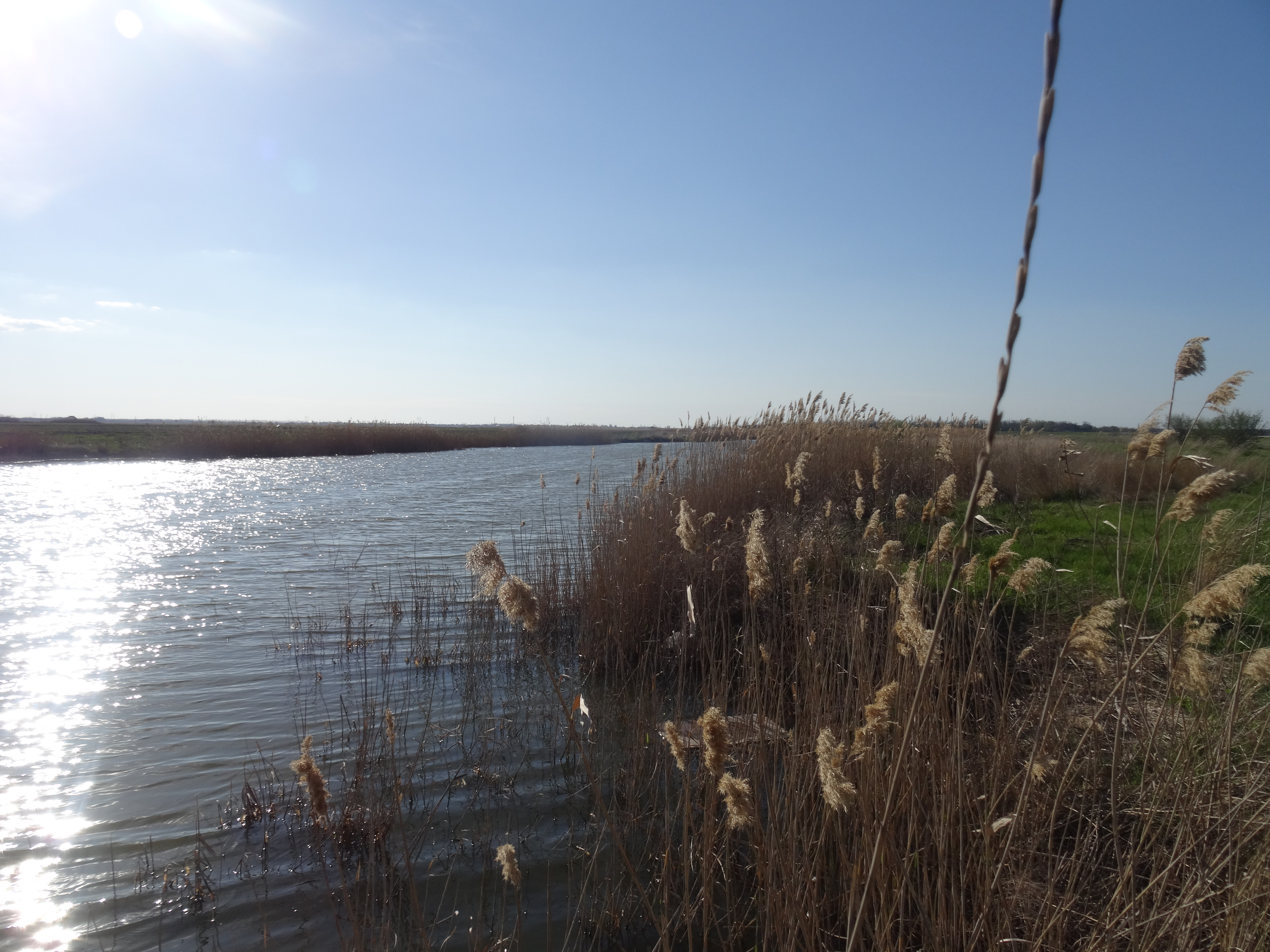

Озеро приваблює своєю лікувальною силою та унікальними природними умовами. Тут людина залишається наодинці з природою, це заповідне місце.
У літній період поблизу озера створюється стихійне наметове містечко, де розміщуються гості Азовського району. Цей об'єкт відрізняє повна відсутність інфраструктури.
Санітарно-епідеміологічне благополуччя відпочиваючих з кожним роком викликає все більше занепокоєння: недосконалість об'єктів загального користування збільшує фактори ризику захворювань. Відомості про спалахи інфекційних захворювань і санітарної оцінки води відсутні.
Через величезної цінності озера, необхідний екологічний моніторинг водного об'єкта, адже такий тривалий період існування такого водойми унікальний, а його екосистема вимагає підвищеної уваги та обережності.